# Tổ chức GUAM vì Dân chủ và Phát triển Kinh tế
Tổ chức GUAM vì Dân chủ và Phát triển Kinh tế là một tổ chức khu vực của bốn quốc gia hậu Xô viết: Gruzia, Ukraina, Azerbaijan và Moldova.
Được hình thành vào năm 1997 để hài hòa và tích hợp các mối quan hệ thương mại, ngoại giao và dân chủ giữa các quốc gia thành viên, hiến chương hiệp ước GUAM được ký kết vào năm 2001 và ngày nay bao gồm dân số hơn 57 triệu người. Uzbekistan cũng là thành viên của GUAM trong giai đoạn 1999 - 2005. Năm 2007, GUAM cũng thành lập lực lượng gìn giữ hòa bình quân sự và tổ chức các cuộc tập trận chung. Sự hội nhập và mối quan hệ ngày càng sâu rộng như vậy đã khiến GUAM đóng một vai trò quan trọng trong các vấn đề ngoại giao và thương mại của khu vực.
Ngôn ngữ đàm phán chính thức của tổ chức GUAM là tiếng Nga, nhưng ngôn ngữ này đã bị loại bỏ để chuyển sang tiếng Anh vào năm 2014. Năm 2017, lần đầu tiên các hiệp định về khu vực thương mại tự do được thiết lập. Năm 2021, ba trong số bốn thành viên, Ukraina, Moldova, và Gruzia, đã gia nhập Hiệp hội Trio để cùng nhau củng cố hội nhập châu Âu xa hơn.